# كارمل ماكازاجا
كارمل ماكازاجا (بالإسبانية: Karmele Makazaga)‏ مواليد 14 أبريل 1964، هي لاعبة كرة يد إسبانية سابقة. مثلت منتخب إسبانيا لكرة اليد للسيدات. شاركت في دورة الألعاب الأولمبية الصيفية سنة 1992.

## روابط خارجية
- كارمل ماكازاجا على موقع أوليمبيديا (الإنجليزية)